# Pöttöm Dudi, a kis kürtös
A Pöttöm Dudi, a kis kürtös (eredeti cím: The New Adventures of Little Toot) 1993-ban bemutatott amerikai-kanadai rajzfilm, amely Hardie Gramatky Pöttöm Dudi című képeskönyve alapján készült. Az animációs játékfilm rendezője Pierre DeCelles, producerei William R. Kowalchuk, Jr. és Jacques Peyrache. A forgatókönyvet James Iver Mattson írta, a zenéjét  Frank Piazza és Christopher Livingstone szerezte. A videofilm a Pixibox és a Tundra Entertainment gyártásában készült, a Starmaker Entertainment forgalmazásában jelent meg.
Amerikában 1993. október 8-án, Magyarországon 1994 novemberében adták ki VHS-en.

## Cselekmény
Dogwood kapitány elveszett a tengeren és most a két kiskutyáján a sor, hogy megmentse, Tinán és Andyn. Az utat Pöttöm Dudi fedélzetén teszik meg, Salty a pelikán és Echo a delfin segítségével, a macskák (Karmancs, Körmönc, Mancsika) és az élő vihar, Tájfun Tessie elkerülésével. Megérkeznek a Krackaninja-szigetre, ahol megtalálják az édesapjukat, de egy vulkán épp kitörésre készül.

## Szereplők
| Szereplő         | Eredeti hang    | Magyar hang      |
| ---------------- | --------------- | ---------------- |
| Pöttöm Dudi      | Sam Vincent     | Stohl András     |
| Andy             | James Sherry    | Koncz István     |
| Karmancs         | Alec Willows    | Koncz István     |
| Tina             | Lelani Marrell  | Tallós Rita      |
| Echo, a delfin   | Kathleen Barr   | Tallós Rita      |
| Dogwood kapitány | Garry Chalk     | Berzsenyi Zoltán |
| Salty, a pelikán | Michael Donovan | Berzsenyi Zoltán |
| Körmönc          | Michael Donovan | Stohl András     |
| Mancsika         | Gwyneth Harvey  | Ősi Ildikó       |
| Typhoon Tessie   | Gwyneth Harvey  | Ősi Ildikó       |

## Betétdalok
- Little Toot
- The Clean-Up Song
- Pelican Pellets and Dolphin Doughtnuts
- I did it